# Пятнистый групер
Пятнистый групер (лат. Epinephelus analogus) — вид лучепёрых рыб из семейства каменных окуней (Serranidae). Распространены в восточной части Тихого океана. Максимальная длина тела 114 см. Промысловая рыба.

## Описание
Тело несколько удлинённое, покрыто ктеноидной чешуёй. Высота тела меньше длины головы, укладывается 2,6—3,0 раза в стандартную длину тела (для особей длиной от 10 до 32 см). Длина крупной головы в 2,3—2,5 раза меньше стандартной длины тела. Межглазничное пространство выпуклое. На углу предкрышки неглубокая выемка, край зазубренный с увеличенными зубцами на углу. Верхний край жаберной крышки немного выпуклый. Подкрышка и межкрышечная кость гладкие. Верхняя челюсть доходит до вертикали заднего края глаза. Ноздри почти одинакового размера. На жаберной дуге 26—28 жаберных тычинок. Длинный спинной плавник с 10 жёсткими колючими лучами и 16—18 мягкими лучами; третий жёсткий луч наиболее длинный. В анальном плавнике 3 жёстких и 8 мягких лучей. Грудные плавники с 19—21 мягкими лучами, длиннее брюшных плавников. Начало основания брюшных плавников расположено под или перед окончанием основания грудных плавников. Хвостовой плавник закруглённый. Боковая линия с 53—69 чешуйками.
Тело и голова красновато-коричневого цвета, покрыты тёмно-коричневыми точками. По бокам тела проходят пять слабовыраженных тёмных косых полос.
Максимальная длина тела 114 см, а масса — до 22,3 кг.

## Биология
Морские придонные рыбы. Обитают у прибрежных рифов над песчаными и каменистыми грунтами на глубине около 50 м. Молодь встречается в приливных лужах, лагунах и эстуариях. В состав рациона входят ракообразные и рыбы. В зимние месяцы перемещаются ближе к берегу. В этот период питаются преимущественно пелагическими крабами (Pleuroncodes planipes).

## Ареал
Распространены в прибрежных водах восточной части Тихого океана от южной Калифорнии до Перу, включая острова Ревилья-Хихедо, Клиппертон и Галапагосские острова. Наиболее многочисленны в Калифорнийском заливе.

## Взаимодействие с человеком
Ценная промысловая рыба. Объёмы промысла невелики. Существует как местный кустарный промысел, так и коммерческий промысел в Калифорнийском заливе и у берегов Мексики, Эквадора и Перу. Популярный объект спортивной рыбалки. 